# Бананов хляб
Банановият хляб (на английски: banana bread) е сладкиш приготвен с намачкани банани, характерен за кухнята на САЩ. Най-често приготвян в провоъгълна форма, с основни съставки банани, брашно, масло или растително олио, кафява захар, яйце.
Рецептите за бананов хляб стават популярни в САЩ през 1930-те, след въвеждането на сода бикарбонат като набухвател в сладкарството.
Вариациите му включват добавяне на орехи и шоколадови парченца.